# 5819 Lauretta
Az 5819 Lauretta (ideiglenes jelöléssel 1989 UZ4) a Naprendszer kisbolygóövében található aszteroida. Schelte J. Bus fedezte fel 1989. október 29-én.